# خزانة (بريطانيا)
الخزانة هي دائرة من دوائر الحكومة البريطانية تتولى شؤون الدولة المالية. أو هي في الخدمة المدنية في المملكة المتحدة العملية المحاسبية للحكومة المركزية حساب المعاملات للحكومة (أي الأموال المحتفظ بها من الضرائب والإيرادات الحكومية الأُخَر) في الصندوق الموحد. يمكن العثور عليها في العديد من المستندات المالية بما في ذلك أحدث الحسابات السنوية للإدارات والوكالات.